# Year 3000 (canción de Jonas Brothers)
«Year 3000» es una canción y un sencillo original de la banda británica Busted y, posteriormente, versionada por la banda estadounidense Jonas Brothers, lanzado en el álbum del mismo nombre.
Esta canción trata de los 3 chicos viajando hacia el futuro (al año 3000) y siendo allá muy conocidos y queridos por todo el mundo.
El sencillo fue lanzado en 2007 en EE. UU. Aunque no tuvo un buen índice de audiencia, se sigue viendo y escuchando alrededor del mundo por el éxito de ambas bandas.
La canción se trata de una versión o cover de la banda británica Busted.
- Datos: Q6169884